# Agriphila argentistrigella
Agriphila argentistrigella (лат.) — вид чешуекрылых насекомых из семейства огнёвок-травянок (Crambidae). Встречается в Палеарктике.

## Распространение
Распространён в южной Европе (Испания, Франция, Сицилия), на Ближнем Востоке (Израиль) и Северной Африке (Марокко, Ливия, Алжир).

## Описание
Молевидные чешуекрылые небольших размеров. Размах крыльев 25 мм. Гусеницы питаются на различных видах семейства Злаки.